# Fors distrikt, Jämtland
Fors distrikt är ett distrikt i Ragunda kommun och Jämtlands län. Distriktet ligger omkring Bispgården i östra Jämtland. 

## Tidigare administrativ tillhörighet
Distriktet inrättades 2016 och utgörs av Fors socken i Ragunda kommun.
Området motsvarar den omfattning Fors församling hade 1999/2000.

## Tätorter och småorter
I Fors distrikt finns två tätorter men inga småorter.

### Tätorter
- Västra Bispgården
- Östra Bispgården